# 오라이프
오라이프 (OLIFE)는 KT ENA의 라이프스타일 오락 채널이다.

## 주요 프로그램
※ 단, $표시는 Seezn에서는 온에어를 볼 수 없는 프로그램이다.

### 자체 제작
- 세계문화유산 TOP 150
- 여자친구가 사랑한 유럽
- VIXX가 사랑한 아시아
- 원더풀 마이 라이프

### 외부 편성
- 여행백서 기차타고 세계일주
- 아프리카 사파리 여행
- 걸어서 세계속으로 $
- 세계테마기행
- 순간포착 세상에 이런일이
- 명의
- 극한 직업
- 기막힌 이야기 실제상황
- 한국인의 밥상 $
- 맛있는 녀석들
- 나는 자연인이다
- 식객 허영만의 백반기행
- 보이스 트롯
- 내일은 미스트롯
- 한국기행
- 내일은 미스트롯 2
- 건축학개론
- 세상에 나쁜 개는 없다
- 인간극장
- 홈데렐라

## 같이 보기

### 일반 주제
- 스카이 트래블
- 스카이TV

### 스카이TV에서 과거 비슷하게 변경된 채널
- SKY
- NQQ
- ONCE